# Midiclorianos
Los midiclorianos son, según George Lucas en el universo de ficción de Star Wars, criaturas microscópicas que se encuentran dentro de todos los seres vivos en simbiosis, y gracias a las cuales se puede entender los designios de la Fuerza y es posible que dé la vida. Cuanto más nivel de midiclorianos por célula tiene un ser vivo, más aptitud tiene para usar la Fuerza.

## Inspiración
La  idea de los midiclorianos proviene de la presencia de las mitocondrias (en las células animales y vegetales) y cloroplastos (exclusivos de células vegetales), las cuales se cree que provienen de ancestros procariontes, que pasaron a formar una simbiosis entre sí, formando células eucarióticas. Los midiclorianos obtienen su nombre a partir de la combinación de ambos nombres, tanto mitocondria como cloroplasto, y además guardan otra analogía con ambos, ya que dichos orgánulos celulares tienen la función de proveer energía a la célula, siendo imposible la vida eucariótica sin ellos, al igual que ocurre con los midiclorianos en el mundo de Star Wars.

## En Anakin Skywalker
La madre de Anakin Skywalker, Shmi Skywalker, sufrió una mutación en sus midiclorianos, que hizo que Anakin se formase a partir de este, y ella diese a luz. Esto hizo que Anakin posea un nivel muy alto de midiclorianos en su organismo.
Otra posible explicación del nacimiento de Anakin es un efecto especialmente poderoso del Lado Oscuro de la Fuerza, ejecutado por el poderoso Lord Sith Darth Plagueis.
Se cree gracias al libro de "STAR WARS Graphics" que Anakin Skywalker es el ser vivo con mayor número de midiclorianos que existe (con cerca a los 27.700 en su sangre) detrás de él está el emperador Palpatine (con cerca a los 20.500) y luego está el famoso maestro Yoda con (cerca a los 17.700)

## Críticas
En el año 2017 se publicó un artículo científico a modo de crítica al sistema de publicaciones en ciencia en el que el tema principal eran los midiclorianos.